# Castelnuovo Magra
Castelnuovo Magra is een gemeente in de Italiaanse provincie La Spezia (regio Ligurië) en telt 7948 inwoners (31-12-2004). De oppervlakte bedraagt 14,9 km², de bevolkingsdichtheid is 568 inwoners per km².
De 17e-eeuwse hoofdkerk Santa Maria Maddalena bezit enkele kunstschatten, waaronder een Kruisiging van Pieter Brueghel de Jonge.

## Demografie
Castelnuovo Magra telt ongeveer 3274 huishoudens. Het aantal inwoners steeg in de periode 1991-2001 met 0,3% volgens cijfers uit de tienjaarlijkse volkstellingen van ISTAT.
| Jaar | Inwoneraantal |
| ---- | ------------- |
| 1991 | 7912          |
| 2001 | 7935          |

## Geografie
Castelnuovo Magra grenst aan de volgende gemeenten: Fosdinovo (MS), Ortonovo en Sarzana.

## Galerij

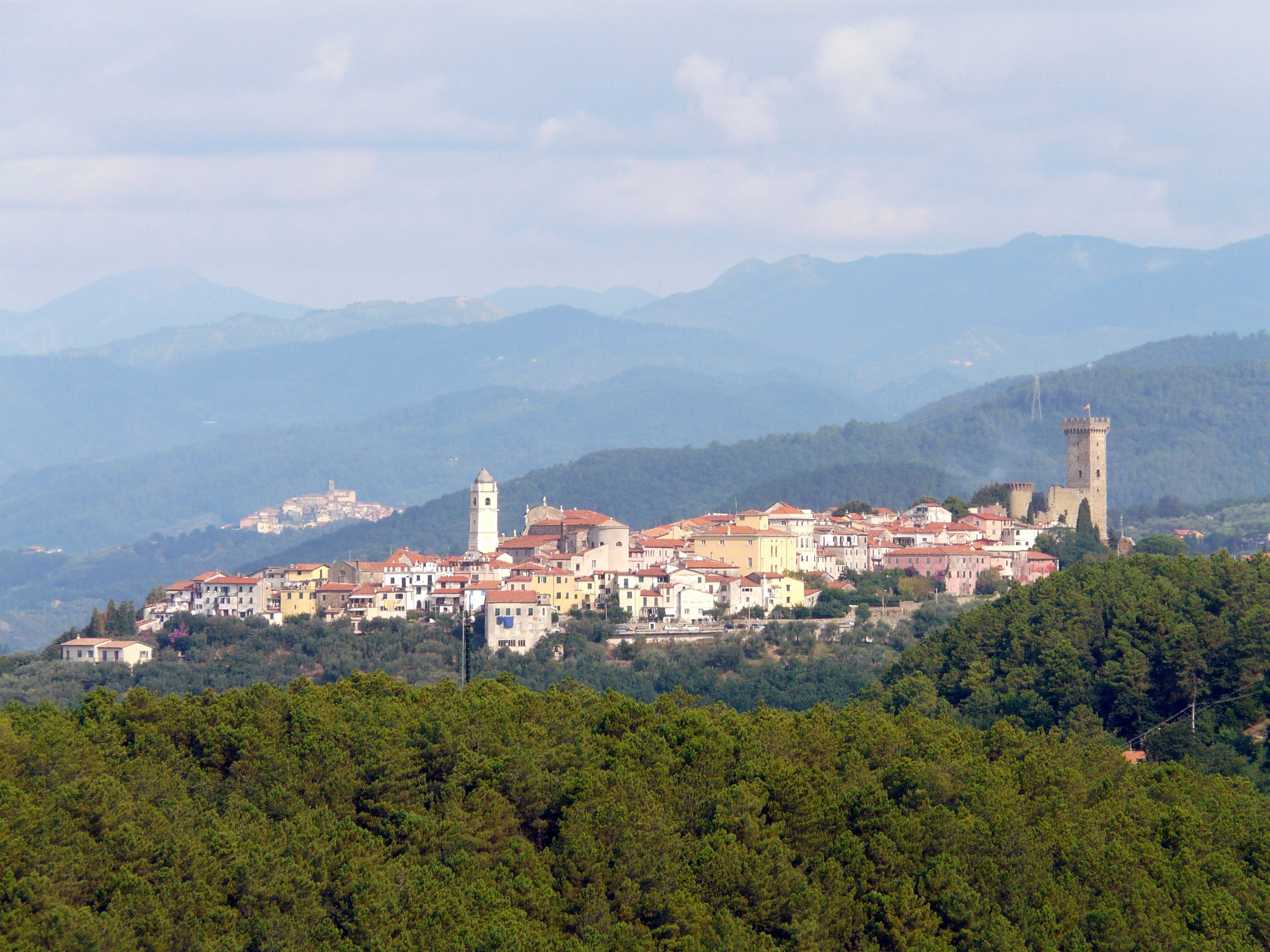
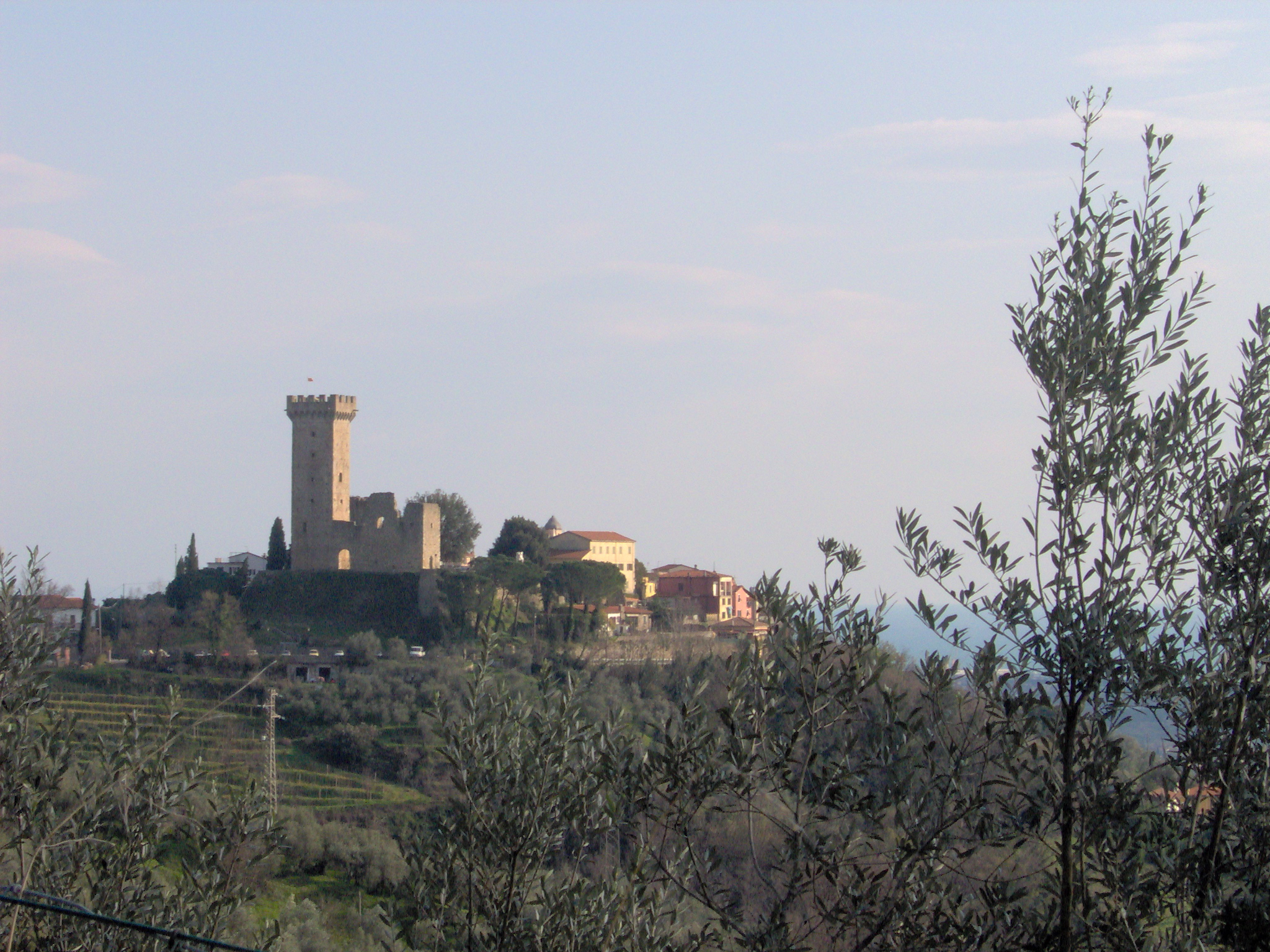
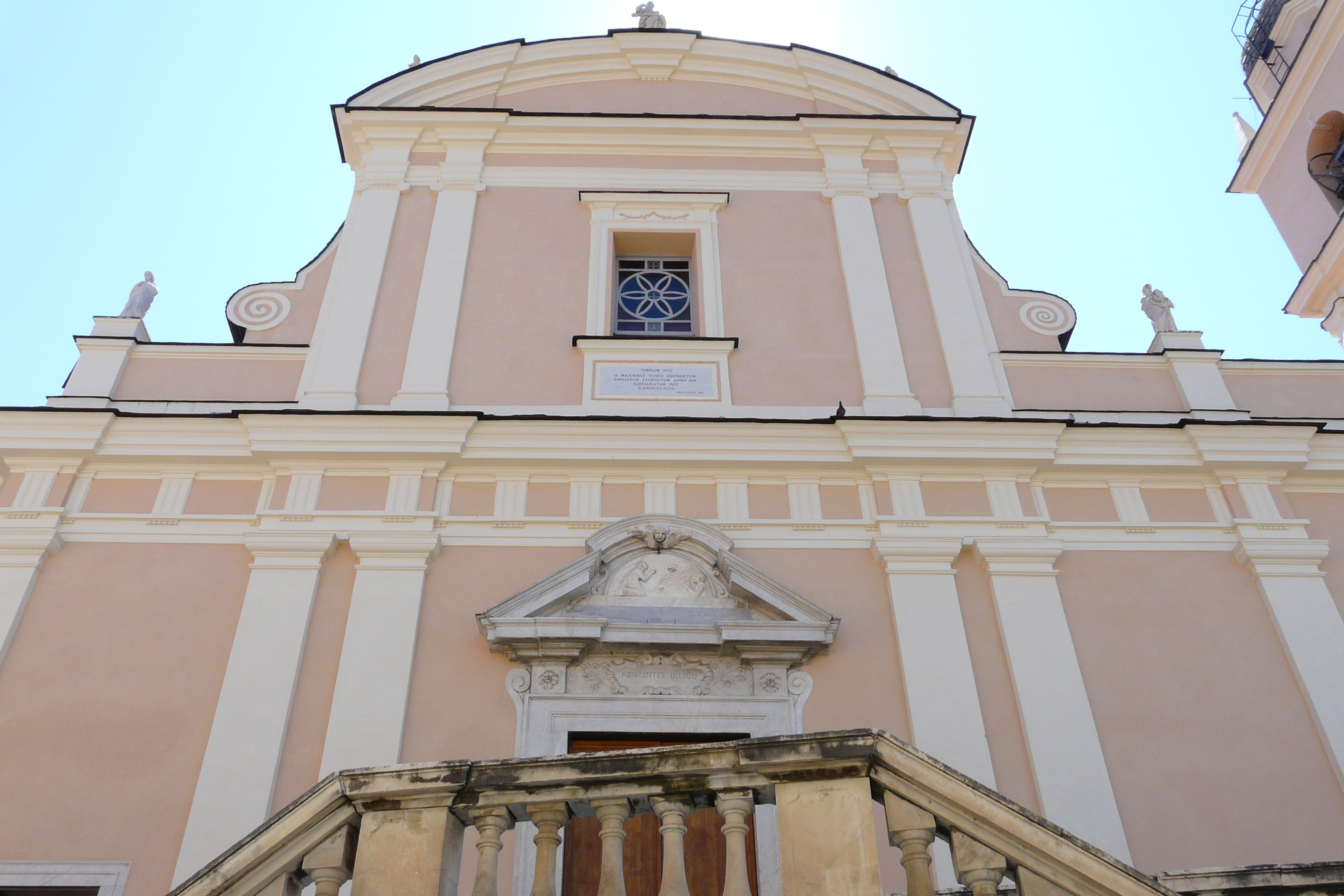
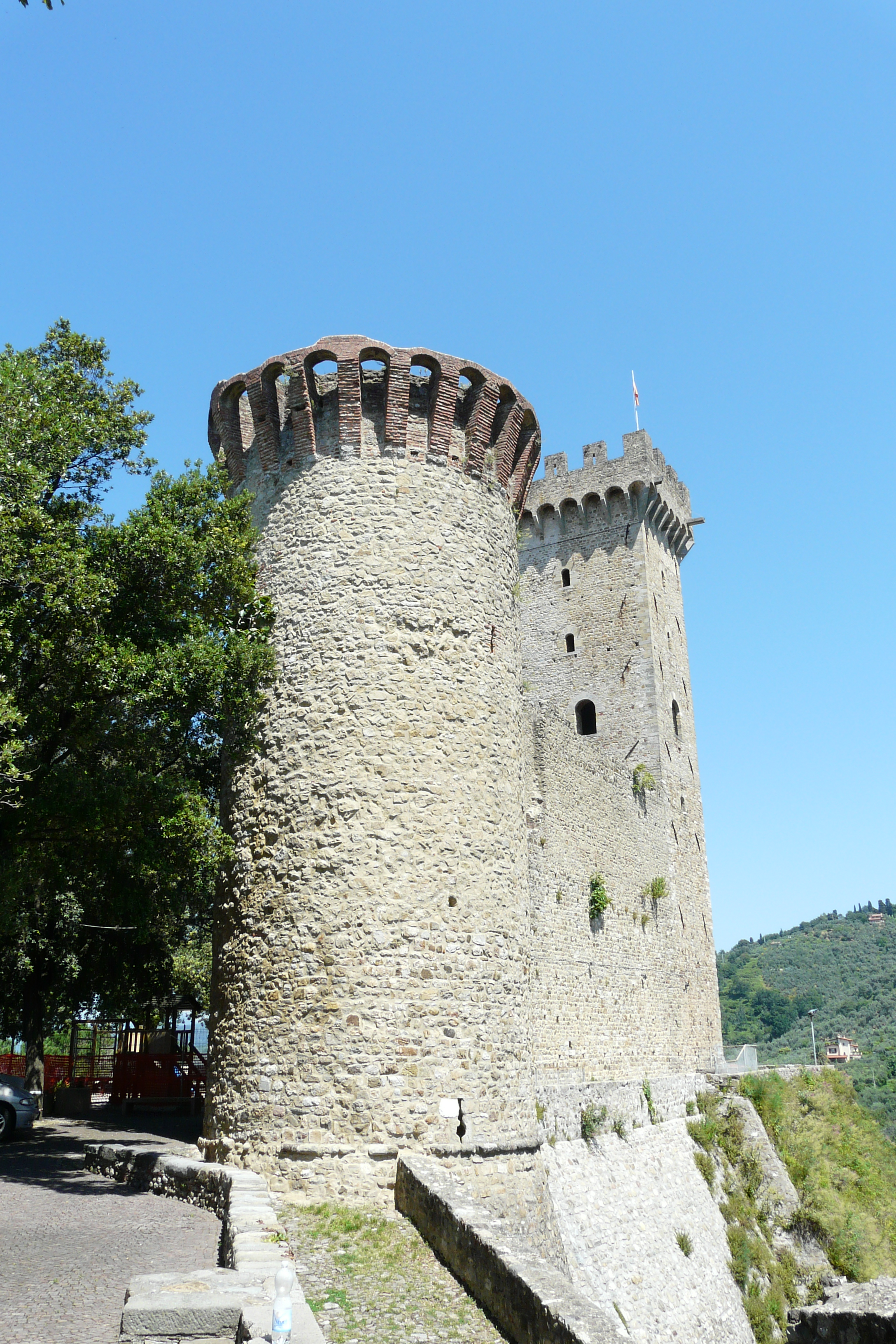
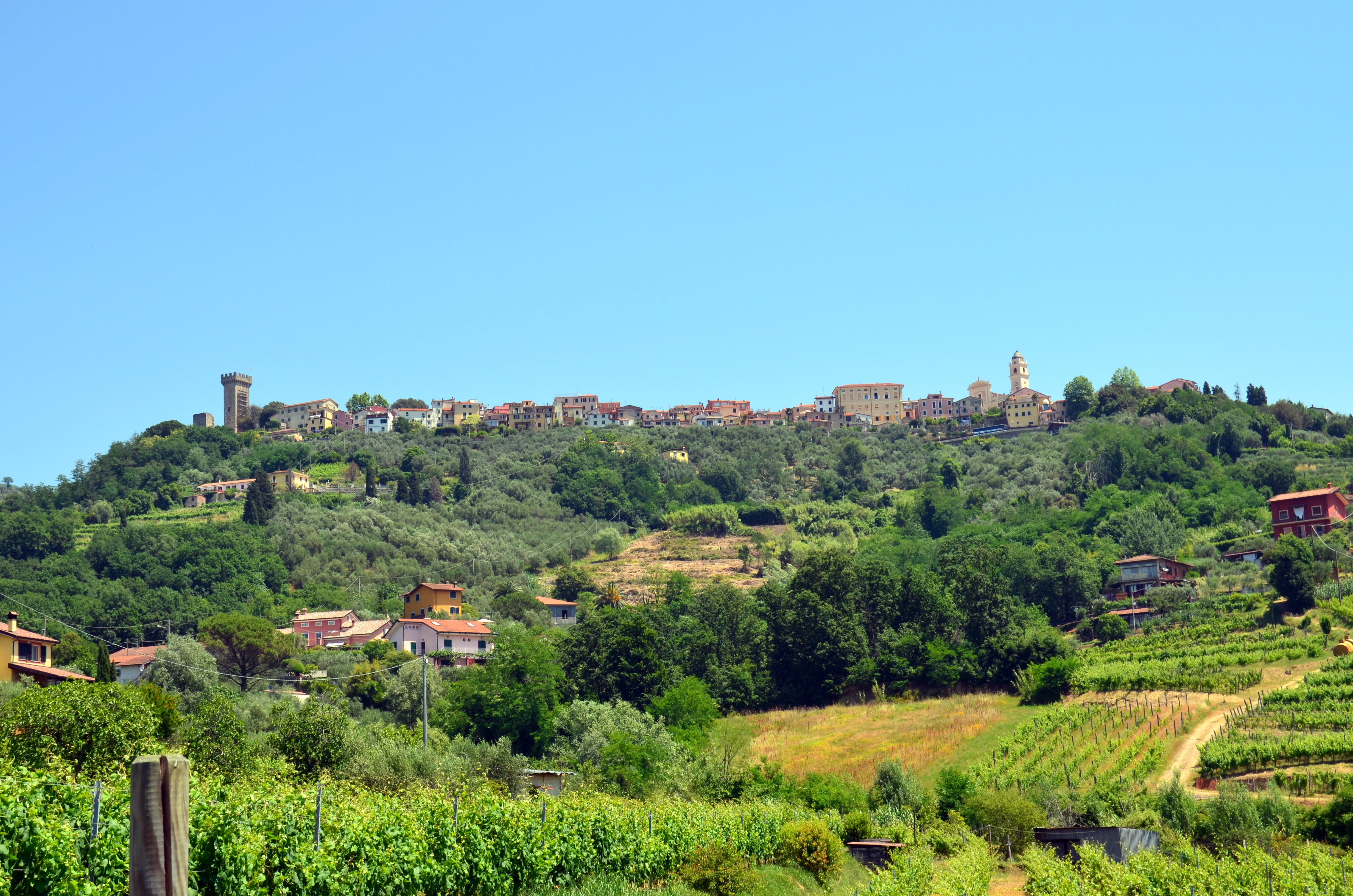
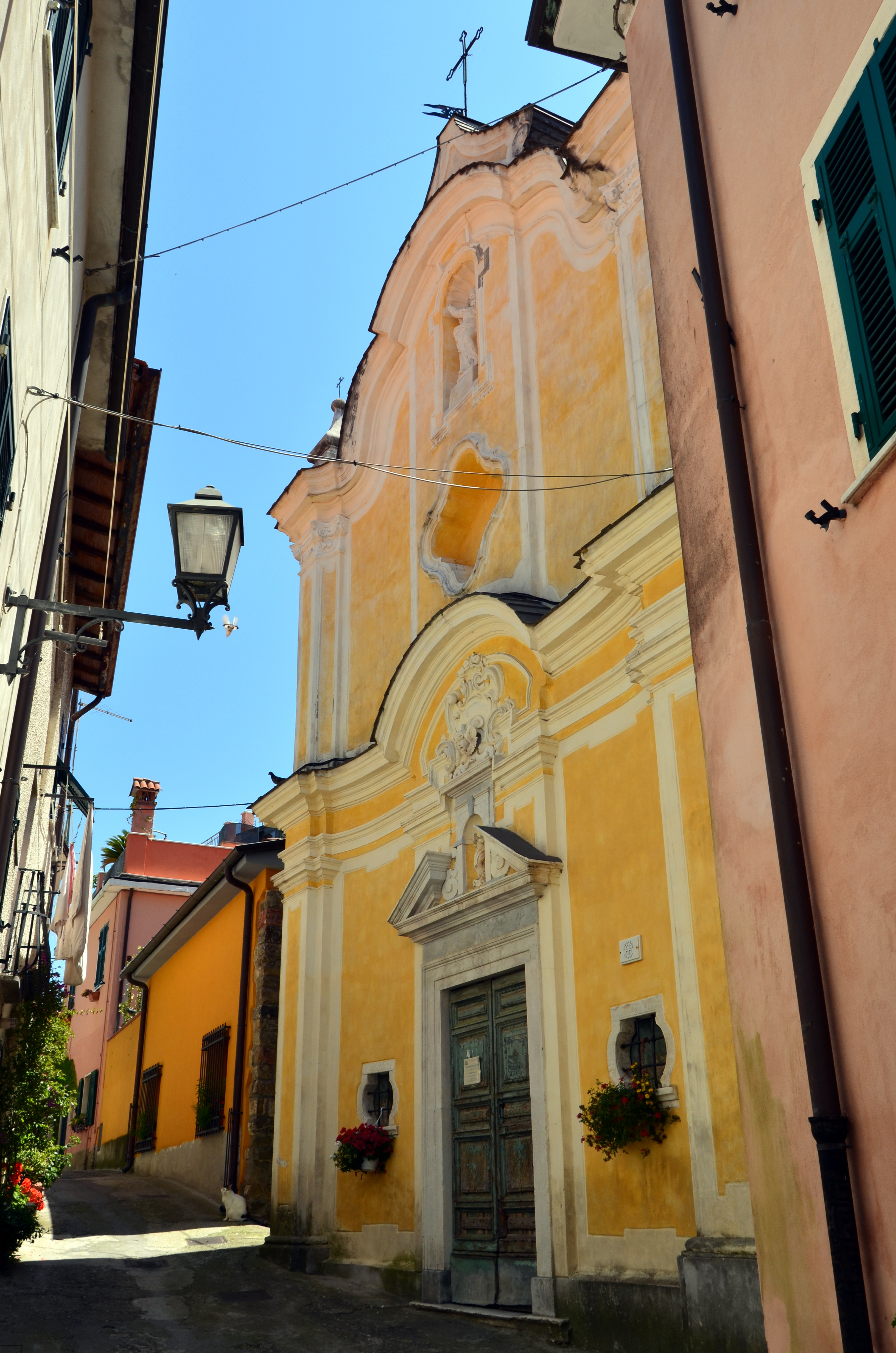

Ameglia · Arcola · Beverino · Bolano · Bonassola · Borghetto di Vara · Brugnato · Calice al Cornoviglio · Carro · Carrodano · Castelnuovo Magra · Deiva Marina · Follo · Framura · La Spezia · Lerici · Levanto · Maissana · Monterosso al Mare · Ortonovo · Pignone · Porto Venere · Riccò del Golfo di Spezia · Riomaggiore · Rocchetta di Vara · Santo Stefano di Magra · Sarzana · Sesta Godano · Varese Ligure · Vernazza · Vezzano Ligure · Zignago
1. ↑  https://demo.istat.it/?l=it.